# Rottstock (Gräben)
Rottstock ist ein Ortsteil der Gemeinde Gräben (Amt Ziesar) im Landkreis Potsdam-Mittelmark in Brandenburg.

## Lage
Das Straßendorf liegt westlich des Gemeindezentrums und wird im Norden von der Gemeinde Buckautal, im Süden von Görzke und im Westen von Wutzow, einem Ortsteil von Görzke begrenzt. Die Bundesstraße 107 (Pritzwalk–Chemnitz) verläuft in Nord-Süd-Richtung durch den westlichen Teil Rottstocks. Das wasserreiche Gebiet wird von der Buckau, dem Gesundbrunnenbach und dem Riembach durchflossen.

## Geschichte und Etymologie
Der Name Rottstock leitet sich vom Wort roter Stock ab und weist damit auf den Wasserreichtum hin, der durch die Flüsse bedingt ist. Experten vermuten, dass zur Zeit der Erwähnung um 1300 an den Ufern der Bäche viele Erlen wuchsen, die auf die Stickstofffixierung als Nahrungsquelle angewiesen sind. Andere Quellen geben als Ableitung Roztok  aus der polabischen Sprache an, was so viel wie Auseinanderfluss bedeutet. Mit der Erwähnung einer Mühle im Jahr 1251 ist die Zugehörigkeit der Gemeinde zu einem Graf Baderich von Belzig möglich. 1349 wurde Rottstock Kirchdorf, d. h. zu dieser Zeit muss bereits eine Kirche existiert haben. Überliefert ist ebenfalls, dass die von Quitzow den Ort im 15. Jahrhundert mehrmals ausgeplündert haben sollen. Mit der Vereinigung des Amtes Rabenstein und des Amtes Belzig gelangte Rottstock 1550 zum neuen Amt Belzig-Rabenstein.
In der Mitte des 19. Jahrhunderts gab es im Ort zwei Leineweber, zwei Schneider, zwei Schuhmacher sowie einen Schmied. Zu dieser Zeit lebten rund 260 Einwohner im Ort. 1895 entstand ein Feuerwehrhaus. Aus der Zeit um 1900 ist erneut die Existenz einer Mühle überliefert, die zunächst zur Herstellung von Papier, später als Getreidemühle diente. Nach dem Ende des Zweiten Weltkrieges nahm auch Rottstock zahlreiche Umsiedler auf; die Einwohnerzahl stieg auf bis zu 393 Personen im Jahr 1950. 1960 baute die Gemeinde das Feuerwehrhaus zum Kindergarten um. In der Zeit der DDR existierten im Ort eine LPG mit Tier- und Pflanzenproduktion sowie der Betriebsteil „Gesundbrunnen“ des VEB Binnenfischer Potsdam. Von 1978 bis 1980 erfolgte ein erneuter Umbau, bei dem unter anderem ein Schulungsraum sowie eine Garage für Lkws entstanden. Im 21. Jahrhundert legte die Gemeinde einen Dorfteich sowie einen Sportplatz an. Letzterer wird von einem Fußball- und einem Bogenschützenverein genutzt. Bei der brandenburgischen Gemeindegebietsreform vom 26. Oktober 2003 erfolgte die Eingemeindung in die Gemeinde Gräben.
Am 30. September 1928 wurde der Gutsbezirk Struvenberg mit der Landgemeinde Rottstock vereinigt.

## Sehenswürdigkeiten

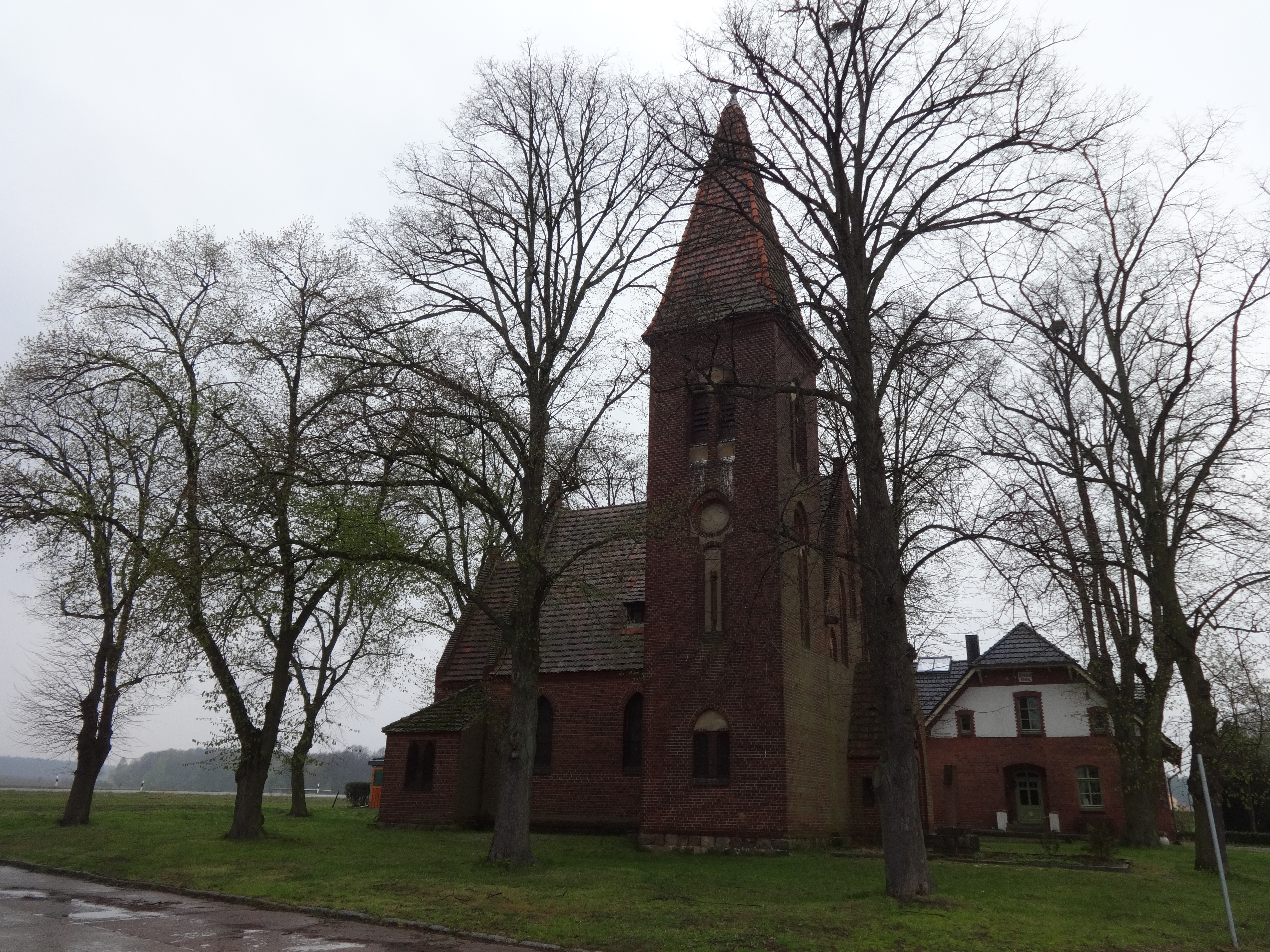
Dorfkirche Rottstock

- Dorfkirche Rottstock: Die evangelische Dorfkirche wurde 1900 als schlichter Backsteinbau mit seitlichem Glockenturm in neugotischen Formen durch den Görzker Maurermeister Gommert errichtet. Sie ersetzte den baufällig gewordenen Vorgängerbau, der in der Ortsmitte gestanden hatte. 2015 wurden in der Kirche fünf Glasfenster von Jacques Verheijen eingebaut.[3]
- Naturpark Hoher Fläming mit ausgewiesenen Wanderrouten, beispielsweise nach Wernigerode
- denkmalgeschützte Gutsanlage Struvenberg, bestehend aus Herrenhaus mit Turm, Saalbau, Garagen- und Remisengebäude sowie Hofmauer
- Gesundbrunnen bei Buckautal, die im 21. Jahrhundert mit einem Wasseraustritt von 70 bis 100 Liter Wasser pro Sekunde als die schüttungsreichste Quelle im Land Brandenburg gilt[4]